# SMART-P
SMART-P는 대한민국 스마트 원자로의 실증(Pilot) 모델이다. 스마트 실증로라고도 부른다. 65 MWt의 열출력을 낸다. 러시아의 핵잠수함 원자로 제조회사인 OKBM사에서 기술이전을 받아 독자 설계 개발한 원자로이다. 330 MWt의 스마트 원자로의 가격이 7천억원인데 비해, 65 MWt의 스마트 실증로의 가격은 4300억원이다. 2010년 기준으로, 한국 정부가 추진중인 스마트 실증로 건설사업은 2016년까지 7000억원의 사업비를 들여 스마트 상용화를 위한 실증로를 건설할 계획으로 울산, 부산, 경북, 전북 등이 유치를 위한 물밑경쟁이 치열하다.

## 원자력 잠수함
KSS-III사업과 관련하여, SMART-P의 열출력이 65MWt로 처음 사업계획보다 5분의1 수준으로 줄어들고 크기 역시 7미터ㆍ직경 3.5미터로 축소되자 원천기술 측면에서 잠수함용 원자로 개발과 관련돼 있다는 관측이 대두됐었다. SMART-P는 소련의 원자력 잠수함 원자로 제작사에서 기술이전을 받아 국내 독자 개발한 원자로이다.
역사적으로 미국 해군은 59척의 SSN(공격원잠), 41척의 SSBN(전략원잠) 등 모두 100척의 핵잠수함에 열출력 70MWt 가압경수로 1개를 탑재했다.
세계 최초의 SSN(공격원잠)인 미국 USS 노틸러스 (SSN-571)는 열출력 70MWt 경수로 1개를 탑재했는데, 소련 최초의 SSN(공격원잠)인 노벰버급 잠수함은 열출력 70MWt 경수로 2개를 탑재했다.
세계 최초의 SSBN(전략원잠)인 미국 USS 조지 워싱턴 (SSBN-598)은 열출력 70MWt 경수로 1개를 탑재했는데, 소련 최초의 SSBN(전략원잠)인 호텔급 잠수함은 열출력 70MWt 경수로 2개를 탑재했다.

### 공격원잠
세계 최초의 핵잠수함인 USS 노틸러스 (SSN-571) 이래 수십년 동안 미국의 SSN(공격원잠)은 수중배수량 4천톤, 열출력 70MWt 가압경수로를 사용했다.
- USS 노틸러스 (SSN-571), S2W 원자로, 열출력 70 MWt, 수중배수량 4092톤
- USS 시울프 (SSN-575), S2W 원자로, 열출력 70 MWt, 수중배수량 4150톤
- 스킵잭급 잠수함 6척, S5W 원자로, 열출력 70 MWt, 수중배수량 3600톤
- 퍼밋급 잠수함 14척, S5W 원자로, 열출력 70 MWt, 수중배수량 4369톤
- 스터전급 잠수함 37척, S5W 원자로, 열출력 70 MWt, 수중배수량 4714톤

### 전략원잠
미국 해군은 세계 최초의 SSBN(전략원잠)인 조지 워싱턴급 잠수함부터 열출력 70MWt 가압경수로인 S5W 원자로 1개를 사용했다. 1959년 실전배치된 세계 최초의 SSBN(전략원잠)인 조지 워싱턴급 잠수함 5척, 이단 앨런급 잠수함 5척, 라파예트급 잠수함 9척, 제임스 매디슨급 잠수함 10척, 벤저민 프랭클린급 잠수함 12척, 모두 41척의 SSBN(전략원잠)에 열출력 70MWt 가압경수로인 S5W 원자로 1개를 사용했다. 2016년 기준으로는 벤저민 프랭클린급 다음인 오하이오급 잠수함을 사용중인데, 이것만 열출력 220MWt 가압경수로인 S8G 원자로로 바뀌었다.

## 제2원자력연구원
대전에 위치한 KAERI의 부지면적 1,388,000m2 보다 더 넓은 1,983,480m2 부지에 제2의 KAERI를 설립할 예정이다. 우선적으로 스마트 실증로 사업부지로서의 역할을 하게 되는데, 장차 파이로 프로세싱도 여기서 하게 된다. 울산시가 매우 적극적으로 유치하려고 노력 중이다.

## 미국
미국의 하이페리온 파워 제네레이션사는 25MW 정도의 전력을 생산하는 욕조 크기의 초소형 원자로 HPM을 개발하고 있다. 이 원자로는 전지처럼 연결할 수 있는 점이 특징이다. 마을의 인구가 증가해 더 많은 전력이 필요해지면 원자로를 하나 더 연결해 해결한다. 10MW 전기출력인 도시마 4S가 중형차 크기인데 비해, 하이페리온은 더 고출력이면서 훨씬 작다. HPM은 70MWt의 열출력을 내며, 발전기에 연결하면 27MW의 전기를 생산할 수 있다. 이는 미국 평균 규모의 가정 또는 동급 산업체 2만 곳에 전기를 공급할 수 있는 규모다. 초기 설계 제품은 총 4,000대가 세계 각지에 위치한 3곳의 공장을 통해 생산될 계획이다. HPM은 열출력 65메가와트인 SMART-P 보다 5메가와트 더 고출력이면서 욕조형 크기로 극소형이다.

## 연표
- 2010년 7월 21일 - 이광재 강원도지사는 도청 기자실에서 기자간담회를 갖고 현재 정부가 추진 중인 제2원자력연구원 삼척 유치를 위해 삼척시와 공조를 벌여 나갈 계획이라고 밝혔다.
- 2010년 9월 15일 - 김관용 경북도지사는 "2010 지역발전주간" 행사 참석차 대구를 찾은 이명박 대통령에게 제2원자력연구원과 스마트 원자로를 울진, 경주 등 경북 동해안 지역에 설립해줄 것을 요청했다.
- 2011년 - 정부가 제2원자력연구원, 스마트 원자로 사업을 지자체에 공모할 예정이다. 제2원자력연구원에는 SMART-P(열출력 65 MWt)가 설치될 예정이다.
- 2016년 - 스마트 실증로(열출력 65 MWt)가 제2원자력연구원에 준공될 예정이다.
- 2017년 - 스마트 원자로(열출력 330 MWt) 1호기가 준공될 예정이다.
- 2018년 - KSS-III 잠수함 1번함이 진수될 예정이다.

## 같이 보기
- 스마트 원자로
- KSS-III